# Gil Hodges
Gilbert Ray Hodges, (4 de abril de 1924 – 2 de abril de 1972) foi um jogador profissional de beisebol da Major League Baseball (MLB) que atuou como primeira base e treinador. Jogou a maior parte de sua carreira de 18 anos pelo Brooklyn e Los Angeles Dodgers. Foi induzido ao New York Mets Hall of Fame em 1982.
Hodges é geralmente considerado o melhor primeira base dos anos 1950. Foi convocado para o All-Star Game por oito vezes e ganhou o Gold Glove Award por três temporadas consecutivas. Hodges e Duke Snider são os únicos jogadores a ter mais home runs ou RBIs juntos durante a década com o Brooklyn Dodgers. Hodges foi o líder da National League (NL) em queimadas duplas quatro vezes e em putouts, assistências e fielding percentage três vezes cada. Estava listada em segundo na história da NL com 1281 assistências e 1614 queimadas duplas quando se aposentou, e estava entre os líderes em jogos (6º, 1908) e chances totais (10º, 16.751) na primeira base. Hodges também está na seleta lista de jogadores com 4 home runs em um jogo.
Hodges também foi técnico dos New York Mets no título da World Series de 1969, uma das maiores viradas na história.
Em 2014, Hodges apareceu pela segunda vez como candidato na eleição do Golden Era Committee do National Baseball Hall of Fame and Museum. Ele e outros candidatos não conseguiram se eleger. Este comitê se encontra e vota em dez candidatos selecionados entre 1947 ate 1972 a cada três anos.

## Livros
- Roger Kahn, "The Boys of Summer" (1972)
- Milton J. Shapiro. The Gil Hodges Story (1960).
- Gil Hodges and Frank Slocum. The Game Of Baseball (1969).
- Marino Amaruso. Gil Hodges: The Quiet Man (1991).
- Tom Oliphant. Praying for Gil Hodges: A Memoir of the 1955 World Series and One Family's Love of the Brooklyn Dodgers (2005) ISBN 0-312-31761-1.